# Wu Cheng'en
Wu Cheng'en (Traditioneel Chinees: 吳承恩, Vereenvoudigd Chinees: 吴承恩, Pinyin: Wú Chéng'ēn) (ca. 1500–1582), ook bekend als Ruzhong (汝忠), was een Chinese schrijver en dichter uit de Mingdynastie. Hij werd geboren in Huai'an, en studeerde 10 jaar aan de oude Universiteit van Nanking.
Wu Cheng'en is vooral bekend als de auteur van de Reis naar het westen (Xīyóu jì 西遊記) alsmede enkele andere fantasieverhalen. De Reis naar het westen wordt beschouwd als een van de belangrijkste Chinese romans.
In zijn gedichten maakte Wu Cheng'en vooral sterk gebruik van het uiten van emoties. Derhalve wordt zijn werk vaak vergeleken met dat van Li Bai.